# Saison 2024-2025 de la LHJMQ
Saison précédente Saison suivante
La saison 2024-2025 est la 56e saison de hockey sur glace de la LHJMQ. La saison régulière voit 18 équipes jouer 64 matchs chacune. La saison régulière débute le 20 septembre 2024 et se termine le 22 mars 2025 pour laisser place aux séries éliminatoires.

## Participants
| Équipe                          | Ville         | Patinoire                           | Capacité |
| ------------------------------- | ------------- | ----------------------------------- | -------- |
| Titan d'Acadie-Bathurst         | Bathurst      | Centre régional K.C. Irving         | 3 524    |
| Drakkar de Baie-Comeau          | Baie-Comeau   | Centre sportif Alcoa                | 3 042    |
| Armada de Blainville-Boisbriand | Boisbriand    | Centre d'Excellence Sports Rousseau | 3 300    |
| Eagles du Cap-Breton            | Sydney        | Centre 200                          | 5 000    |
| Islanders de Charlottetown      | Charlottetown | Eastlink Centre                     | 3 718    |
| Saguenéens de Chicoutimi        | Saguenay      | Centre Georges-Vézina               | 4 724    |
| Voltigeurs de Drummondville     | Drummondville | Centre Marcel-Dionne                | 4 000    |
| Olympiques de Gatineau          | Gatineau      | Centre Slush Puppie                 | 4 000    |
| Mooseheads d'Halifax            | Halifax       | Scotiabank Centre                   | 10 595   |
| Wildcats de Moncton             | Moncton       | Centre Avenir                       | 8 800    |
| Remparts de Québec              | Québec        | Centre Vidéotron                    | 18 259   |
| Océanic de Rimouski             | Rimouski      | Colisée Financière Sun Life         | 5 062    |
| Huskies de Rouyn-Noranda        | Rouyn-Noranda | Aréna Glencore                      | 3 700    |
| Sea Dogs de Saint-Jean          | Saint-Jean    | TD Station                          | 6 488    |
| Cataractes de Shawinigan        | Shawinigan    | Centre Gervais Auto                 | 5 195    |
| Phœnix de Sherbrooke            | Sherbrooke    | Palais des sports Léopold-Drolet    | 3 918    |
| Foreurs de Val-d'Or             | Val-d'Or      | Centre Agnico Eagle                 | 3 753    |
| Tigres de Victoriaville         | Victoriaville | Colisée Desjardins                  | 3 420    |

| Titan Drakkar Armada Eagles Islanders Saguenéens Voltigeurs Olympiques Mooseheads Wildcats Remparts Océanic Huskies Sea Dogs Cataractes Phœnix Foreurs Tigres |

## Contexte
La saison débute le 20 septembre 2024 et se termine le 23 mars 2024. La LHJMQ décide qu'à partir de la saison 2024-2025 le calendrier de la saison régulière passe de 68 à 64 matchs par équipe. Le trophée Frank-J.-Selke, remis au joueur ayant démontré le meilleur esprit sportif de la saison, est renommé trophée David-Desharnais en l'honneur de l'ancien joueur des Saguenéens de Chicoutimi et triple récipiendaire du trophée ; le trophée de la recrue de l'année devient le trophée Sidney-Crosby.

## Saison régulière

### Classement
Les divisions Ouest et Centre forment l'association Ouest et les divisions Est et Maritimes l'association Est. Les 16 meilleures équipes de la ligue sont qualifiées pour les séries ; les équipes championnes de division sont classées au deux premières places des associations.
| Clt | Équipe                          | Division | PJ | V  | D  | DP | DF | BP  | BC  | Pts |
| --- | ------------------------------- | -------- | -- | -- | -- | -- | -- | --- | --- | --- |
| 3   | Voltigeurs de Drummondville     | Centre   | 64 | 40 | 18 | 3  | 3  | 224 | 174 | 86  |
| 6   | Huskies de Rouyn-Noranda        | Ouest    | 64 | 37 | 19 | 3  | 5  | 258 | 210 | 82  |
| 4   | Cataractes de Shawinigan        | Centre   | 64 | 38 | 18 | 3  | 5  | 253 | 190 | 84  |
| 8   | Armada de Blainville-Boisbriand | Ouest    | 64 | 34 | 21 | 7  | 2  | 248 | 209 | 77  |
| 10  | Phœnix de Sherbrooke            | Centre   | 64 | 33 | 25 | 2  | 4  | 201 | 201 | 72  |
| 13  | Foreurs de Val-d'Or             | Ouest    | 64 | 29 | 28 | 6  | 1  | 239 | 270 | 65  |
| 15  | Olympiques de Gatineau          | Ouest    | 64 | 17 | 32 | 8  | 7  | 181 | 240 | 49  |
| 18  | Tigres de Victoriaville         | Centre   | 64 | 17 | 43 | 1  | 3  | 166 | 315 | 38  |

| Clt | Équipe                     | Division  | PJ | V  | D  | DP | DF | BP  | BC  | Pts |
| --- | -------------------------- | --------- | -- | -- | -- | -- | -- | --- | --- | --- |
| 1   | Wildcats de Moncton        | Maritimes | 64 | 53 | 9  | 2  | 0  | 294 | 144 | 108 |
| 2   | Océanic de Rimouski        | Est       | 64 | 46 | 14 | 2  | 2  | 249 | 178 | 96  |
| 5   | Saguenéens de Chicoutimi   | Est       | 64 | 36 | 18 | 3  | 7  | 238 | 204 | 82  |
| 7   | Drakkar de Baie-Comeau     | Est       | 64 | 36 | 23 | 4  | 1  | 236 | 186 | 77  |
| 9   | Eagles du Cap-Breton       | Maritimes | 64 | 34 | 23 | 4  | 3  | 212 | 195 | 75  |
| 11  | Titan d'Acadie-Bathurst    | Maritimes | 64 | 33 | 28 | 2  | 1  | 182 | 212 | 69  |
| 12  | Islanders de Charlottetown | Maritimes | 64 | 30 | 29 | 4  | 1  | 194 | 203 | 65  |
| 14  | Remparts de Québec         | Est       | 64 | 23 | 34 | 3  | 4  | 177 | 237 | 53  |
| 16  | Mooseheads d'Halifax       | Maritimes | 64 | 19 | 35 | 8  | 2  | 155 | 231 | 48  |
| 17  | Sea Dogs de Saint-Jean     | Maritimes | 64 | 21 | 43 | 0  | 0  | 154 | 262 | 42  |

- En gras et en italique : champion de la saison régulière
- En gras : champion de division
- En italique : qualifié pour les séries éliminatoires

## Séries éliminatoires
Le trophée Gilles-Courteau est remis à la meilleure équipe de la Ligue de hockey junior majeur du Québec. Seize équipes participent aux séries éliminatoires.
Les séries sont jouées au meilleur des sept matchs et sont organisées en fonction du classement général de la saison régulière. L'avantage de la glace est également déterminée par ce classement :
- Les 16 meilleures équipes sont qualifiées.
- Dans chaque association, les deux premières équipes sont les vainqueurs de division ; les six autres équipes sont ensuite classée selon leur nombre de points.

Au premier et au deuxième tour, les équipes s'affrontent dans leur association en fonction de leur classement. Au premier tour, la meilleure équipe rencontre la moins bien classées, la deuxième joue contre l'avant-dernière, la troisième contre la sixième et la quatrième contre la cinquième. Si moins de huit équipes sont qualifiées dans une association, la ou les dernières équipes de l'autre association y sont incorporées. Au deuxième tour, la meilleure affronte la moins bien classée, les deux suivantes se rencontrent.
Au troisième tour, les associations ne sont plus prises en compte et les quatre équipes se rencontrent en fonction du classement global. La finale oppose les deux vainqueurs et l'équipe qui la remporte est qualifiée pour la Coupe Memorial.
|  | Huitièmes de finale   | Huitièmes de finale             | Huitièmes de finale   | Huitièmes de finale      |    |                          | Quarts de finale  | Quarts de finale  | Quarts de finale  | Quarts de finale  |  |  | Demi-finales      | Demi-finales      | Demi-finales      | Demi-finales      |  |  | Finale          | Finale          | Finale          | Finale          |
|  |                       |                                 |                       |                          |    |                          |                   |                   |                   |                   |  |  |                   |                   |                   |                   |  |  |                 |                 |                 |                 |
|  | du 28 mars au 2 avril | du 28 mars au 2 avril           | du 28 mars au 2 avril | du 28 mars au 2 avril    |    |                          | du 11 au 18 avril | du 11 au 18 avril | du 11 au 18 avril | du 11 au 18 avril |  |  | du 24 au 30 avril | du 24 au 30 avril | du 24 au 30 avril | du 24 au 30 avril |  |  | du 10 au 19 mai | du 10 au 19 mai | du 10 au 19 mai | du 10 au 19 mai |
|  | E1                    | Wildcats de Moncton             | 4                     | 4                        |    |                          | du 11 au 18 avril | du 11 au 18 avril | du 11 au 18 avril | du 11 au 18 avril |  |  | du 24 au 30 avril | du 24 au 30 avril | du 24 au 30 avril | du 24 au 30 avril |  |  | du 10 au 19 mai | du 10 au 19 mai | du 10 au 19 mai | du 10 au 19 mai |
|  | E1                    | Wildcats de Moncton             | 4                     | 4                        |    |                          | du 11 au 18 avril | du 11 au 18 avril | du 11 au 18 avril | du 11 au 18 avril |  |  | du 24 au 30 avril | du 24 au 30 avril | du 24 au 30 avril | du 24 au 30 avril |  |  | du 10 au 19 mai | du 10 au 19 mai | du 10 au 19 mai | du 10 au 19 mai |
|  | E8                    | Remparts de Québec              | 0                     | 0                        |    |                          | du 11 au 18 avril | du 11 au 18 avril | du 11 au 18 avril | du 11 au 18 avril |  |  | du 24 au 30 avril | du 24 au 30 avril | du 24 au 30 avril | du 24 au 30 avril |  |  | du 10 au 19 mai | du 10 au 19 mai | du 10 au 19 mai | du 10 au 19 mai |
|  | E8                    | Remparts de Québec              | 0                     | 0                        | E1 | Wildcats de Moncton      | 4                 | 4                 |                   |                   |  |  | du 24 au 30 avril | du 24 au 30 avril | du 24 au 30 avril | du 24 au 30 avril |  |  | du 10 au 19 mai | du 10 au 19 mai | du 10 au 19 mai | du 10 au 19 mai |
|  | du 28 mars au 2 avril |                                 |                       |                          | E1 | Wildcats de Moncton      | 4                 | 4                 |                   |                   |  |  | du 24 au 30 avril | du 24 au 30 avril | du 24 au 30 avril | du 24 au 30 avril |  |  | du 10 au 19 mai | du 10 au 19 mai | du 10 au 19 mai | du 10 au 19 mai |
|  |                       |                                 | E4                    | Drakkar de Baie-Comeau   | 1  | 1                        |                   |                   |                   |                   |  |  | du 24 au 30 avril | du 24 au 30 avril | du 24 au 30 avril | du 24 au 30 avril |  |  | du 10 au 19 mai | du 10 au 19 mai | du 10 au 19 mai | du 10 au 19 mai |
|  | E2                    | Océanic de Rimouski             | E4                    | Drakkar de Baie-Comeau   | 1  | 1                        | 4                 | 4                 |                   |                   |  |  | du 24 au 30 avril | du 24 au 30 avril | du 24 au 30 avril | du 24 au 30 avril |  |  | du 10 au 19 mai | du 10 au 19 mai | du 10 au 19 mai | du 10 au 19 mai |
|  | E2                    | Océanic de Rimouski             | du 11 au 20 avril     |                          |    |                          | 4                 | 4                 |                   |                   |  |  | du 24 au 30 avril | du 24 au 30 avril | du 24 au 30 avril | du 24 au 30 avril |  |  | du 10 au 19 mai | du 10 au 19 mai | du 10 au 19 mai | du 10 au 19 mai |
|  | E7                    | Islanders de Charlottetown      | 0                     | 0                        |    |                          |                   |                   |                   |                   |  |  | du 24 au 30 avril | du 24 au 30 avril | du 24 au 30 avril | du 24 au 30 avril |  |  | du 10 au 19 mai | du 10 au 19 mai | du 10 au 19 mai | du 10 au 19 mai |
|  | E7                    | Islanders de Charlottetown      | 0                     | 0                        | 1  | Wildcats de Moncton      | 4                 | 4                 |                   |                   |  |  |                   |                   |                   |                   |  |  | du 10 au 19 mai | du 10 au 19 mai | du 10 au 19 mai | du 10 au 19 mai |
|  | du 28 mars au 4 avril |                                 |                       |                          | 1  | Wildcats de Moncton      | 4                 | 4                 |                   |                   |  |  |                   |                   |                   |                   |  |  | du 10 au 19 mai | du 10 au 19 mai | du 10 au 19 mai | du 10 au 19 mai |
|  |                       |                                 | 6                     | Huskies de Rouyn-Noranda | 0  | 0                        |                   |                   |                   |                   |  |  |                   |                   |                   |                   |  |  | du 10 au 19 mai | du 10 au 19 mai | du 10 au 19 mai | du 10 au 19 mai |
|  | E3                    | Saguenéens de Chicoutimi        | 6                     | Huskies de Rouyn-Noranda | 0  | 0                        | 4                 | 4                 |                   |                   |  |  |                   |                   |                   |                   |  |  | du 10 au 19 mai | du 10 au 19 mai | du 10 au 19 mai | du 10 au 19 mai |
|  | E3                    | Saguenéens de Chicoutimi        | du 25 avril au 6 mai  |                          |    |                          | 4                 | 4                 |                   |                   |  |  |                   |                   |                   |                   |  |  | du 10 au 19 mai | du 10 au 19 mai | du 10 au 19 mai | du 10 au 19 mai |
|  | E6                    | Titan d'Acadie-Bathurst         | 1                     | 1                        |    |                          |                   |                   |                   |                   |  |  |                   |                   |                   |                   |  |  | du 10 au 19 mai | du 10 au 19 mai | du 10 au 19 mai | du 10 au 19 mai |
|  | E6                    | Titan d'Acadie-Bathurst         | 1                     | 1                        | E2 | Océanic de Rimouski      | 4                 | 4                 |                   |                   |  |  |                   |                   |                   |                   |  |  | du 10 au 19 mai | du 10 au 19 mai | du 10 au 19 mai | du 10 au 19 mai |
|  | du 28 mars au 7 avril |                                 |                       |                          | E2 | Océanic de Rimouski      | 4                 | 4                 |                   |                   |  |  |                   |                   |                   |                   |  |  | du 10 au 19 mai | du 10 au 19 mai | du 10 au 19 mai | du 10 au 19 mai |
|  |                       |                                 | E3                    | Saguenéens de Chicoutimi | 2  | 2                        |                   |                   |                   |                   |  |  |                   |                   |                   |                   |  |  | du 10 au 19 mai | du 10 au 19 mai | du 10 au 19 mai | du 10 au 19 mai |
|  | E4                    | Drakkar de Baie-Comeau          | E3                    | Saguenéens de Chicoutimi | 2  | 2                        | 4                 | 4                 |                   |                   |  |  |                   |                   |                   |                   |  |  | du 10 au 19 mai | du 10 au 19 mai | du 10 au 19 mai | du 10 au 19 mai |
|  | E4                    | Drakkar de Baie-Comeau          | du 11 au 16 avril     |                          |    |                          | 4                 | 4                 |                   |                   |  |  |                   |                   |                   |                   |  |  | du 10 au 19 mai | du 10 au 19 mai | du 10 au 19 mai | du 10 au 19 mai |
|  | E5                    | Eagles du Cap-Breton            | 2                     | 2                        |    |                          |                   |                   |                   |                   |  |  |                   |                   |                   |                   |  |  | du 10 au 19 mai | du 10 au 19 mai | du 10 au 19 mai | du 10 au 19 mai |
|  | E5                    | Eagles du Cap-Breton            | 2                     | 2                        | 1  | Wildcats de Moncton      | 4                 | 4                 |                   |                   |  |  |                   |                   |                   |                   |  |  |                 |                 |                 |                 |
|  | du 28 mars au 8 avril |                                 |                       |                          | 1  | Wildcats de Moncton      | 4                 | 4                 |                   |                   |  |  |                   |                   |                   |                   |  |  |                 |                 |                 |                 |
|  |                       |                                 | 2                     | Océanic de Rimouski      | 2  | 2                        |                   |                   |                   |                   |  |  |                   |                   |                   |                   |  |  |                 |                 |                 |                 |
|  | O1                    | Voltigeurs de Drummondville     | 2                     | Océanic de Rimouski      | 2  | 2                        | 3                 | 3                 |                   |                   |  |  |                   |                   |                   |                   |  |  |                 |                 |                 |                 |
|  | O1                    | Voltigeurs de Drummondville     |                       |                          |    |                          |                   | 3                 |                   |                   |  |  |                   |                   |                   |                   |  |  |                 |                 |                 |                 |
|  | E9                    | Mooseheads d'Halifax            | 4                     | 4                        |    |                          |                   |                   |                   |                   |  |  |                   |                   |                   |                   |  |  |                 |                 |                 |                 |
|  | E9                    | Mooseheads d'Halifax            | 4                     | 4                        | O2 | Huskies de Rouyn-Noranda | 4                 | 4                 |                   |                   |  |  |                   |                   |                   |                   |  |  |                 |                 |                 |                 |
|  | du 28 mars au 4 avril |                                 |                       |                          | O2 | Huskies de Rouyn-Noranda | 4                 | 4                 |                   |                   |  |  |                   |                   |                   |                   |  |  |                 |                 |                 |                 |
|  |                       |                                 | E9                    | Mooseheads d'Halifax     | 0  | 0                        |                   |                   |                   |                   |  |  |                   |                   |                   |                   |  |  |                 |                 |                 |                 |
|  | O2                    | Huskies de Rouyn-Noranda        | E9                    | Mooseheads d'Halifax     | 0  | 0                        | 4                 | 4                 |                   |                   |  |  |                   |                   |                   |                   |  |  |                 |                 |                 |                 |
|  | O2                    | Huskies de Rouyn-Noranda        | du 11 au 16 avril     |                          |    |                          | 4                 | 4                 |                   |                   |  |  |                   |                   |                   |                   |  |  |                 |                 |                 |                 |
|  | O7                    | Olympiques de Gatineau          | 1                     | 1                        |    |                          |                   |                   |                   |                   |  |  |                   |                   |                   |                   |  |  |                 |                 |                 |                 |
|  | O7                    | Olympiques de Gatineau          | 1                     | 1                        | 2  | Océanic de Rimouski      | 4                 | 4                 |                   |                   |  |  |                   |                   |                   |                   |  |  |                 |                 |                 |                 |
|  | du 28 mars au 4 avril |                                 |                       |                          | 2  | Océanic de Rimouski      | 4                 | 4                 |                   |                   |  |  |                   |                   |                   |                   |  |  |                 |                 |                 |                 |
|  |                       |                                 | 4                     | Cataractes de Shawinigan | 3  | 3                        |                   |                   |                   |                   |  |  |                   |                   |                   |                   |  |  |                 |                 |                 |                 |
|  | O3                    | Cataractes de Shawinigan        | 4                     | Cataractes de Shawinigan | 3  | 3                        | 4                 | 4                 |                   |                   |  |  |                   |                   |                   |                   |  |  |                 |                 |                 |                 |
|  | O3                    | Cataractes de Shawinigan        |                       |                          |    |                          |                   | 4                 |                   |                   |  |  |                   |                   |                   |                   |  |  |                 |                 |                 |                 |
|  | O6                    | Foreurs de Val-d'Or             | 1                     | 1                        |    |                          |                   |                   |                   |                   |  |  |                   |                   |                   |                   |  |  |                 |                 |                 |                 |
|  | O6                    | Foreurs de Val-d'Or             | 1                     | 1                        | O3 | Cataractes de Shawinigan | 4                 | 4                 |                   |                   |  |  |                   |                   |                   |                   |  |  |                 |                 |                 |                 |
|  | du 27 mars au 4 avril |                                 |                       |                          | O3 | Cataractes de Shawinigan | 4                 | 4                 |                   |                   |  |  |                   |                   |                   |                   |  |  |                 |                 |                 |                 |
|  |                       |                                 | O5                    | Phœnix de Sherbrooke     | 0  | 0                        |                   |                   |                   |                   |  |  |                   |                   |                   |                   |  |  |                 |                 |                 |                 |
|  | O4                    | Armada de Blainville-Boisbriand | O5                    | Phœnix de Sherbrooke     | 0  | 0                        | 1                 | 1                 |                   |                   |  |  |                   |                   |                   |                   |  |  |                 |                 |                 |                 |
|  | O4                    | Armada de Blainville-Boisbriand |                       |                          |    |                          |                   | 1                 |                   |                   |  |  |                   |                   |                   |                   |  |  |                 |                 |                 |                 |
|  | O5                    | Phœnix de Sherbrooke            | 4                     | 4                        |    |                          |                   |                   |                   |                   |  |  |                   |                   |                   |                   |  |  |                 |                 |                 |                 |
|  | O5                    | Phœnix de Sherbrooke            | 4                     | 4                        |    |                          |                   |                   |                   |                   |  |  |                   |                   |                   |                   |  |  |                 |                 |                 |                 |
|  |                       |                                 |                       |                          |    |                          |                   |                   |                   |                   |  |  |                   |                   |                   |                   |  |  |                 |                 |                 |                 |

## Équipes d'étoiles
La ligue sélectionne trois équipes d'étoiles dont une pour les recrues.

### Première équipe
- Gardien de but : Jacob Steinman, Wildcats de Moncton et Mooseheads d'Halifax
- Défenseur : Xavier Villeneuve, Armada de Blainville-Boisbriand
- Défenseur : Alexis Bernier, Drakkar de Baie-Comeau
- Attaquant : Jonathan Fauchon, Armada de Blainville-Boisbriand et Océanic de Rimouski
- Attaquant : Caleb Desnoyers, Wildcats de Moncton
- Attaquant : Justin Carbonneau, Armada de Blainville-Boisbriand

### Deuxième équipe
- Gardien de but : Riley Mercer, Voltigeurs de Drummondville
- Défenseur : Ty Higgins, Huskies de Rouyn-Noranda
- Défenseur : Alex Carr, Huskies de Rouyn-Noranda
- Attaquant : Antonin Verreault, Huskies de Rouyn-Noranda
- Attaquant : Sam Oliver, Voltigeurs de Drummondville
- Attaquant : Luke Woodworth, Voltigeurs de Drummondville

### Équipes des recrues
- Gardien de but : William Lacelle, Océanic de Rimouski
- Défenseur : Benjamin Cossette Ayotte, Foreurs de Val-d'Or
- Défenseur : Carlos Händel, Mooseheads d'Halifax
- Attaquant : Matveï Gridine, Cataractes de Shawinigan
- Attaquant : Lars Steiner, Huskies de Rouyn-Noranda
- Attaquant : Thomas Rousseau, Phœnix de Sherbrooke

## Trophées
Quatre récompenses collectives et dix-huit individuelles sont décernées.

### Récompenses collectives
- Trophée Gilles-Courteau (champions des séries éliminatoires) : Wildcats de Moncton
- Trophée Jean-Rougeau (champions de la saison régulière) : Wildcats de Moncton[9]
- Trophée Robert-Lebel (meilleure moyenne de buts encaissés) : Wildcats de Moncton[9]
- Trophée Luc-Robitaille (plus grand nombre de buts marqués) : Wildcats de Moncton[9]
- Trophée Jean-Sawyer (meilleur marketing) : Remparts de Québec[10]

### Récompenses individuelles
- Trophée Michel-Brière (meilleur joueur) : Jonathan Fauchon, Armada de Blainville-Boisbriand et Océanic de Rimouski[11]
- Trophée Jean-Béliveau (meilleur pointeur) : Jonathan Fauchon, Armada de Blainville-Boisbriand et Océanic de Rimouski[9]
- Trophée Guy-Lafleur (meilleur joueur des séries éliminatoires) : Caleb Desnoyers, Wildcats de Moncton
- Trophée Jacques-Plante (meilleure moyenne de buts encaissés) : William Lacelle, Océanic de Rimouski[9]
- Trophée Émile-Bouchard (défenseur de l'année) : Xavier Villeneuve, Armada de Blainville-Boisbriand[11]
- Trophée Michael-Bossy (meilleur espoir) : Caleb Desnoyers, Wildcats de Moncton[11]
- Trophée Michel-Bergeron (recrue offensive de l'année) : Matveï Gridine, Cataractes de Shawinigan[12]
- Trophée Raymond-Lagacé (recrue défensive de l'année) : William Lacelle, Océanic de Rimouski[12]
- Trophée Sidney-Crosby (meilleure recrue) : Matveï Gridine, Cataractes de Shawinigan[11]
- Trophée David-Desharnais (joueur le plus gentilhomme) : Julius Sumpf, Wildcats de Moncton[12]
- Trophée Marcel-Robert (meilleur étudiant) : Mathieu Cataford, Océanic de Rimouski[11]
- Trophée Paul-Dumont (personnalité de l'année) : Caleb Desnoyers, Wildcats de Moncton[12]
- Trophée John-Horman (administrateur de l'année) : Joey Haddad, Eagles du Cap-Breton[10]
- Trophée Ron-Lapointe (meilleur entraîneur) : Gardiner MacDougall, Wildcats de Moncton[11]
- Joueur humanitaire de l'année (plus grande implication dans la communauté) : Maxwell Jardine, Islanders de Charlottetown[11]
- Trophée Kevin-Lowe (meilleur défenseur défensif) : Alex Carr, Huskies de Rouyn-Noranda[12]
- Trophée Guy-Carbonneau (meilleur attaquant défensif) : Matyas Melovsky, Drakkar de Baie-Comeau[12]
- Trophée Maurice-Filion (directeur général de l'année) : Olivier Picard, Armada de Blainville-Boisbriand[12]
- Trophée Denis-Arsenault (conseiller pédagogique de l'année) : Tommy Brûlé-Tardif, Drakkar de Baie-Comeau[10]
- Trophée Patrick-Roy (meilleur gardien) : Jacob Steinman, Wildcats de Moncton et Mooseheads d'Halifax[11]
- Trophée Mario-Lemieux (meilleur buteur) : Sam Oliver, Voltigeurs de Drummondville[9]